# Institut Polytechnique de Paris
O Institut Polytechnique de Paris, também conhecido como IP Paris ou simplesmente Polytechnique, é um dos institutos mais respeitados e seletivos do mundo, localizado no sudoeste de Paris, na França. Entre seus ex-alunos e atuais professores estão vencedores do Prêmio Nobel, da Medalha Fields e Presidentes da França.
Atualmente seu campus fica na Universidade Paris-Saclay, pois a Polytechnique faz parte do projeto Paris-Saclay, que é um campus acadêmico de pesquisa intensiva e um cluster de negócios em desenvolvimento no Plateau de Saclay, conhecido como Vale do Silício francês, em Paris. As prestigiadas faculdades parisienses que fundaram o instituto são as escolas ENSAE Paris, ENSTA Paris, École Nationale des Ponts et Chaussées, Télécom Paris e École polytechnique.   
O próprio IP Paris está classificado na lista de melhores universidades do mundo pelo QS World University Rankings, pelo Times Higher Education e pelo Center for World University Rankings. Vale destacar que, especificamente na área de matemática, o QS World University Rankings também o coloca na lista de Top-15 melhores do mundo.  

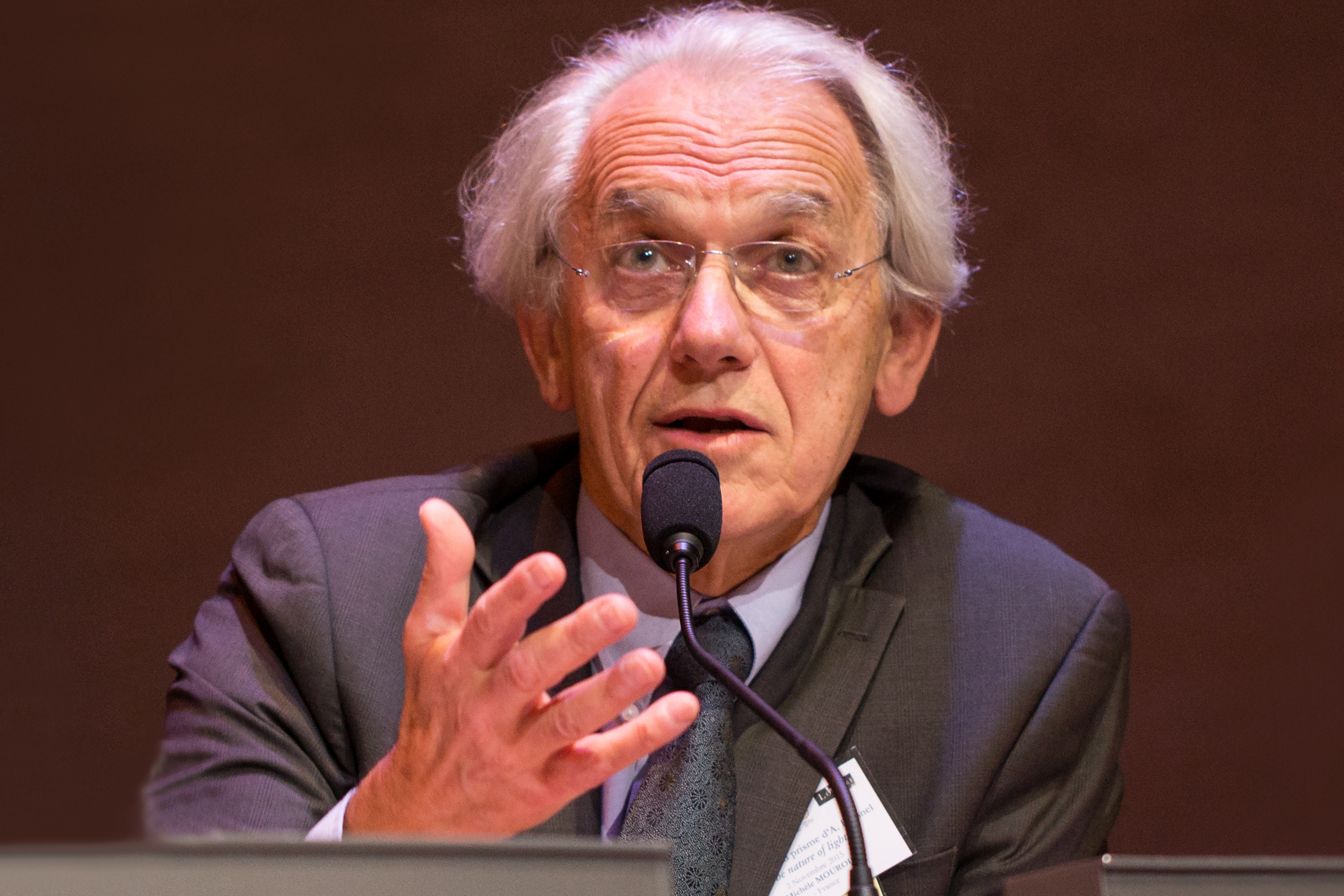
Gérard Mourou, Prêmio Nobel de Física de 2018, é professor do Institut Polytechnique de Paris.

## História
Após a Segunda Guerra Mundial, o rápido crescimento da física e da química nucleares significou que a pesquisa precisava de aceleradores cada vez mais poderosos, o que exigia grandes áreas. A Universidade de Paris, a École Normale Supérieure e o Collège de France buscaram espaço no sul de Paris perto de Orsay. O ramo Orsay da Universidade de Paris acabou se tornando uma universidade independente, chamada Universidade Paris XI. Em 1976, a École polytechnique juntou-se à região, mudando-se do centro de Paris para o sudoeste da cidade. Outros institutos se juntaram à região nas décadas seguintes, principalmente École normale supérieure de Paris-Saclay, Télécom Paris e ENSTA Paris, como parte do projeto Paris-Saclay, um esforço nacional para reagrupar as atividades de pesquisa e negócios.

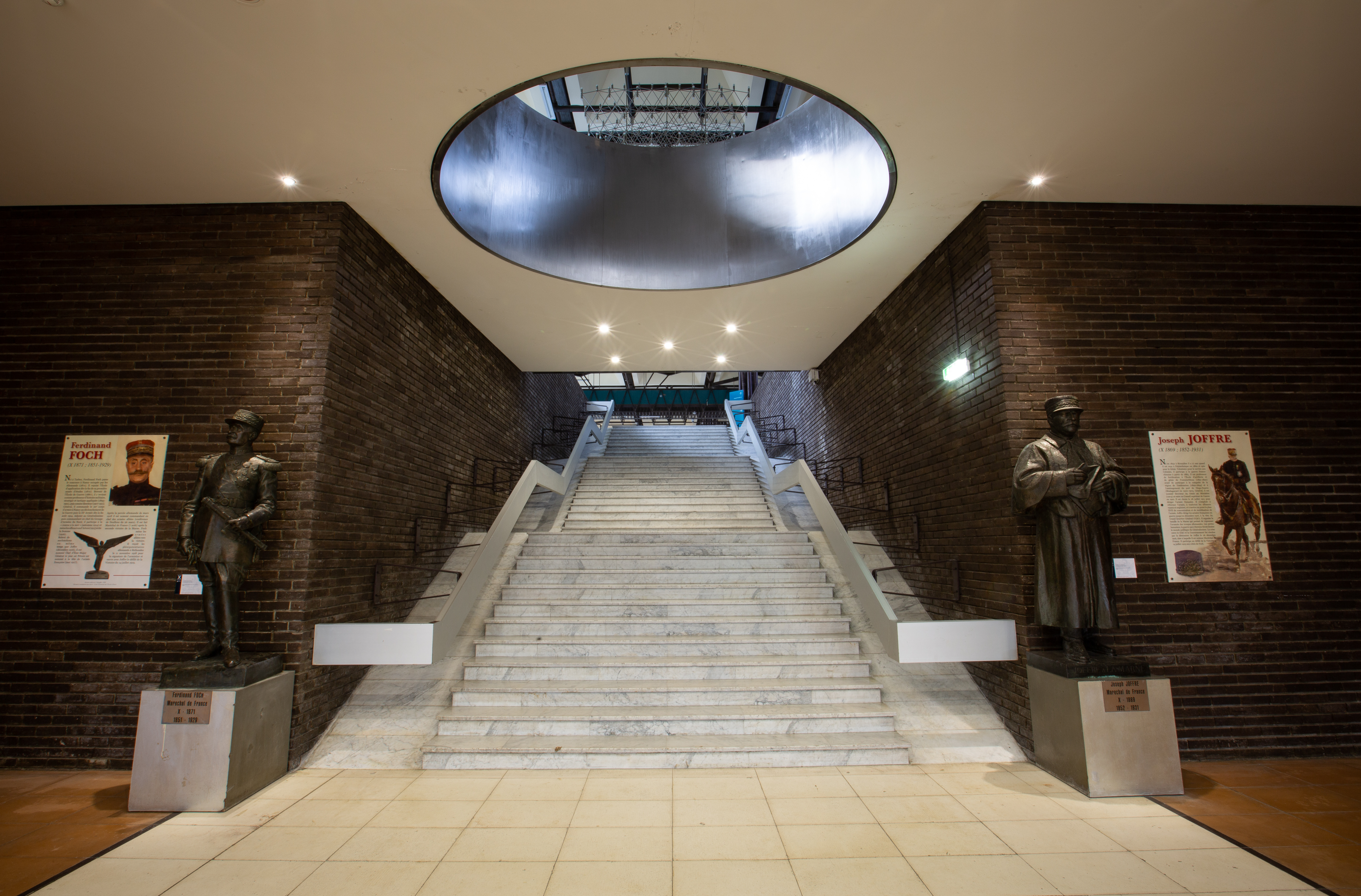
Campus da École polytechnique do Institut Polytechnique de Paris.

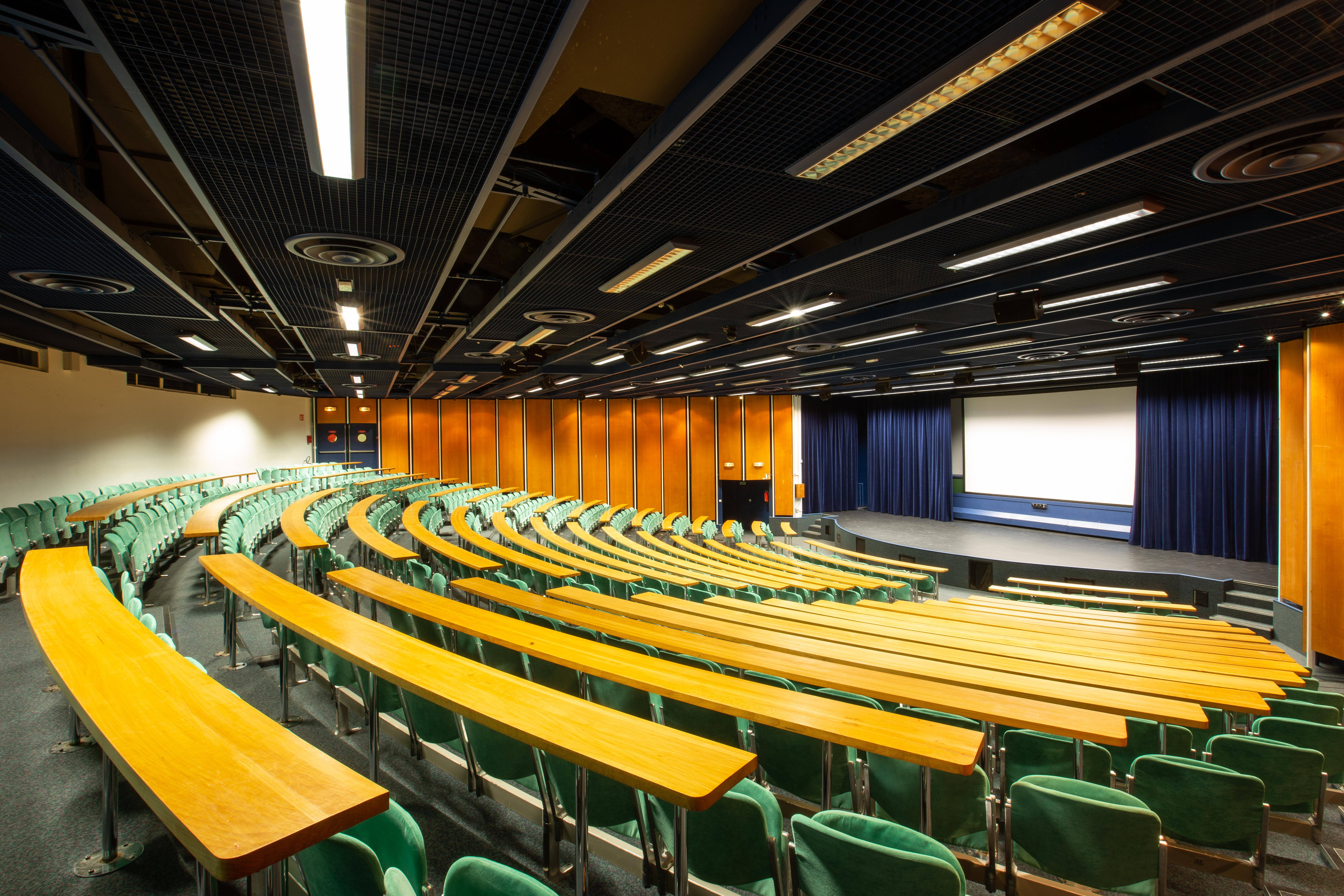
Sala de aula do Institut Polytechnique de Paris.

Em 2015, esses institutos foram agrupados como uma comunidade universitária chamada Universidade Paris-Saclay. O objetivo era ser reconhecido como uma entidade de tamanho e qualidade suficientes e se tornar uma universidade francesa de alto nível com foco em pesquisa. Cada instituição membro permaneceria independente, mas compartilharia uma parte significativa dos recursos existentes e recém-investidos. Isso segue um modelo semelhante ao adotado pela Universidade de Oxford e Universidade de Cambridge, onde cada faculdade constituinte mantém sua independência enquanto é agrupada em uma mesma universidade.
Diante das divergências entre seus membros, a Universidade Paris XI se propôs a se transformar em Universidade Paris-Saclay, sendo as escolas de engenharia associadas apenas ao futura instituição. Em 25 de outubro de 2017, o presidente francês Emmanuel Macron anunciou a criação de um segundo pólo universitário, que se separaria da Universidade Paris-Saclay e reagruparia as escolas de engenharia. Este novo pólo tornou-se o Institut Polytechnique de Paris em fevereiro de 2019. A HEC Paris também aderiu ao novo pólo universitário sem se tornar membro. Outras instituições de ensino superior ou de pesquisa podem aderir no futuro, a Universidade Paris-Saclay e o Institut Polytechnique de Paris cooperam em vários programas de mestrado e doutorado. Em 15 de setembro de 2020, o Instituto cofundou com a HEC Paris o centro de pesquisa de inteligência artificial Hi! PARIS. A 15 de julho de 2024, a École Nationale des Ponts et Chaussées ingressou no Instituto.